# Roberto Fernández Balbuena
Roberto Fernández Balbuena (Madrid, 29 de novembre de 1890 - Ciutat de Mèxic, 12 de febrer de 1966), va ser un arquitecte i pintor, que va desenvolupar la seva activitat entre Madrid i Ciutat de Mèxic. Va ser el responsable del salvament del patrimoni artístic del Museu del Prado durant la guerra civil espanyola.

## Biografia
Va néixer a Madrid i va ser el novè de deu germans, fills de Gustavo Fernández y Rodríguez, militar de l'armada amb Socorro Balbuena Iriarte, de família lleonesa. Va fer els primers estudis al col·legi Aristotèlic i a l'institut Cardenal Cisneros. En aquest període ja va mostrar interès per la pintura i li agradava visitar el Museu del Prado.
Vol ser pintor, però per obligació paterna, va ingressar a l'Escola d'Arquitectura de Madrid el 1905. Coincideix en els estudis amb el seu germà Gustavo i acaben junts la carrera el 1913. Aquell mateix any va guanyar el Gran Prix de Roma amb una pensió per la Reial Acadèmia de Belles Arts de San Fernando. El 1915 es va instal·lar a l'Acadèmia d'Espanya a Roma i fa un viatge per Itàlia.
Des del 1918 compatibilitza el seu pensionat amb la col·laboració amb dibuixos i vinyetes a la revista Arquitectura de la qual era director el seu germà Gustavo.
Va coincidir amb la que seria la seva dona, Elvira Gascón, a l'Escola d'Arts i Oficis de Madrid, de la qual era professora des de 1935, i a la Junta Delegada de Confiscació, Protecció i Salvament del Tresor Artístic en la qual va col·laborar com a auxiliar tècnic des de 1937.
Segueix viatjant: el 1919 a Nova York, i el 1920-1921 a París. En tornar de Nova York va ser nomenat professor de dibuix lineal de l'Escola d'Arts i Oficis de Madrid.
El 1922 es torna a instal·lar a Madrid i entra a treballar al ministeri d'Instrucció Pública com arquitecte restaurador de monuments nacionals.
El 1938 va ser el sots-director del Museu del Prado i, de facto, el seu director, ja que Pablo Picasso -el director nomenat- estava a París i qui havia estat sots-director havia estat traslladat a Barcelona per col·laborar en es tasques de salvament patrimonial.

## Salvament del patrimoni durant la guerra
Poc després de començar la guerra civil espanyola, el 1936, es va crear a Madrid la Junta Delegada de Confiscació, Protecció i Salvament del Tresor Artístic, i Fernández Balbuena va ser nomenat el seu director. Es va fixar com a seu el Museu Arqueològic, on hi col·laboraven un grup de voluntaris en tasques de classificació de les obres que arribaven de museus, esglésies i palaus. El 1939, es va decidir traslladar les obres fora d'Espanya per a protegir-les, dipositant-les a Ginebra. La professional feina de Fernández Balbuena i els seus col·laboradors va permetre salvar de les bombes totes les obres, les quals varen tornar un cop acabada la guerra.

## Exili a Mèxic
En finalitzar la guerra, emprèn l'exili i arriba a França on, al costat de José Bergamín, organitza l'acollida dels exiliats espanyols en països simpatitzants amb la República. Va passar per Suècia, acollit a l'ambaixada d'Estocolm i d'allà a Mèxic, aprofitant la política d'acollida als republicans espanyols del president Lázaro Cárdenas.
El 1939 va arribar a Mèxic amb una altra vintena d'arquitectes entre els quals es troben Félix Candela i Ovidi Ampolla. Amb aquest últim funda l'empresa constructora TASA (Técnicos Asociados), des d'on va tenir intervencions destacades aixecant edificis per a magatzems, com els SYR de la capital mexicana i de Monterrey, i residències a Cuernavaca.
Després d'uns anys dedicat a la docència i l'arquitectura, es va abocar de ple a la pintura. A Mèxic va dur a terme, amb èxit, diverses exposicions entre els anys 1942 i 1963.
Va morir el 1966 quan preparava una exposició recopilatòria de la seva extensa obra a Madrid.

## Obra pictòrica
| - Laboratori, 1910 - Bodegó, 1910 - Dona de blau, 1915 - Paisatge, 1919 - Esbós nu, 1920 - Paisatge carreta, 1920 - La sega, 1920 - Poble, 1920 - Paisatge blau, 1921 - Paisatge, 1923 - Verge i dos nens, 1924 - Bodegó, 1924 - Dones, 1925 - Pastora de negre, 1925 - Nu, 1925 - Nu d'esquena, 1926 - Apunt, 1926 - Sardineres, 1926 - Nu Pittsburg, 1926 - Paisatge, 1926 | - Dos nus, 1926 - Taula de cafè, 1927 - Autoretrat, 1927 - Nu, 1927 - Bodegó, 1927 - Al campo, 1927 - Poblet, 1927 - Morucha, 1929 - Nus llum ombra, 1929 - Paisatge ortigues, 1930 - Paisatge esquerda, 1930 - Bodegó mare, 1931 - Nu, 1936 - Record de Toledo, 1950 - Bodegó, 1955 - Bodegó pans i plàtans, 1962 - Policromia, 1963 - Mediterrani, 1964 - Policromia II, 1963 - Policromia IV, 1965 - Verdures, 1965 |

## Homenatges
El 1991 se li va dedicar a Madrid una exposició homenatge. L'obra exhibida procedia d'una muntada a Mèxic el març del mateix any amb motiu del centenari del seu naixement. L'any 2000 va tenir lloc a Mèxic l'exposició "60 anys d'Exili Espanyol" amb l'obra de Roberto Fernández Balbuena i la de la seva dona, la també pintora espanyola, Elvira Gascón.